# Fix-Saint-Geneys
Fix-Saint-Geneys – miejscowość i gmina we Francji, w regionie Owernia-Rodan-Alpy, w departamencie Górna Loara. Nazwa miejscowości pochodzi od imienia św. Genezjusza.
Według danych na rok 1990 gminę zamieszkiwały 173 osoby, a gęstość zaludnienia wynosiła 22 osoby/km² (wśród 1310 gmin Owernii Fix-Saint-Geneys plasuje się na 675. miejscu pod względem liczby ludności, natomiast pod względem powierzchni na miejscu 898.).